# The Indian Picture Opera
The Indian Picture Opera é uma apresentação de slides com lanterna mágica do fotógrafo Edward S. Curtis. No começo dos anos 1900, Curtis publicou a renomada assinatura de um livro de 20 volumes intitulada The North American Indian. Ele compilou aproximadamente 2.400 fotos com estudos detalhados de etnologia e linguagem de tribos do oeste americano.
Em 1911, num esforço para promover as vendas de seus livros, Curtis criou uma apresentação de slides da Lanterna Mágica itinerante, The Indian Picture Opera.